# BEJ48

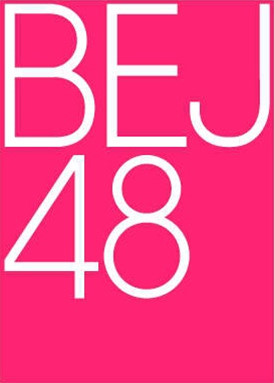
BEJ48象徵標誌

BEJ48是一個在2016年於北京成立的中國大型青春女团，為SNH48的姊妹團體，隸屬於北京絲芭文化傳媒有限公司。BEJ48的基本定位同样是秉承SNH48的基本定位，基于「可面对面偶像」的造星理念，具备互联网思维和参与感精神的近距离养成式大型青春女团，充分吸收SNH48的模式特色和运营经验，并进行区域化改造。

## 概要
BEJ48是一個以北京為中心活動的中國本土化大型青春女团，組合名稱取自“北京”拼音（Beijing）的縮寫「BEJ」，為SNH48的首兩個姊妹團體之一（另一個為GNZ48）。2016年4月20日，絲芭傳媒於北京舉行發布會，宣布BEJ48成立，並啟動一期生招募活動。曾为其專屬表演場地「BEJ48星夢劇院」位於北京市朝陽區悠唐購物中心，於2016年4月29日開業。2020年初，由於北京市受到新冠病毒疫情的影響，剧院一直处于停业状态。組合第一批成員由SNH48部分五期生與部分未出道的六期生移籍組成。
BEJ48成立時共有兩隊，分別是B隊和E隊。由於BEJ48是屬於SNH48經紀公司絲芭傳媒成立的姊妹團體，並非如SNH48般由AKB48的運營商AKS直接授權建立，因此BEJ48並非AKB48集團，B隊和E隊的英文名稱亦未有按AKB48集團隊伍順序命名，而是直接以SNH48集團隊伍順序命名為Team B和Team E。

## 略歷

### 2016年
- 4月20日，絲芭傳媒於北京舉行發布會，宣布SNH48姊妹團體BEJ48與GNZ48成立，並啟動BEJ48一期生招募活動，BEJ48正式成军[2][3]。
- 4月29日，專用劇場「BEJ48星夢劇院」正式開業[4]；同日，Team B舉行「劇場女神」公演首演[5]。
- 4月30日，Team E舉行「不眠之夜」公演首演[6]。
- 6月15日，BEJ48首套时尚大片“初夏的少女花园”正式公布[7]。
- 7月19日，BEJ48第二套时尚大片“高溫派對”正式公布。
- 9月5日，發行第1張EP《元氣覺醒》[8]。
- 9月15日，於中秋节特别联合公演上發表以下事項:
  - 任命段藝璇為第一任Team B隊長，劉姝賢為副隊長；[9]
  - 任命李想為第一任Team E隊長，劉勝男為副隊長；[10]
  - SNH48 Team X闫明筠由于个人学业问题，经公司和本人协商后，正式移籍BEJ48 Team B.。[11]
- 10月1日，20名一期生升格正式成員，她們分別加入Team B、Team E及新隊伍Team J[12]。
- 10月2日，Team B舉行「心的旅程」公演首演[13]。
- 10月29日，Team J舉行「專屬派對」公演首演。同时，在首演上公布1名升格为正式成员的一期生许婉玉，并加入Team J[14]。
- 11月1日，BEJ48聯合SNH48、GNZ48、SHY48開始招募SNH48八期生、BEJ48二期生、GNZ48二期生及SHY48二期生[15]。
- 12月24日，Team E舉行「奇幻加冕禮」公演首演[16]。

### 2017年
- 1月6日，發行第2張EP《微笑的向日葵》[17]。
- 3月4日，公佈BEJ48星梦剧院2016年年度MVP。经过2016年年度投票数据统计，段艺璇、李梓分别成为TeamB、TeamE得票最高的成员[18]。
- 4月1日，發行第3張EP《宣言》[19]。
- 4月8日，舉行「絲芭偶像節」[20]。
- 4月14日，Team B舉行「十八个闪耀瞬间」公演首演[21]。
- 4月20日，于BEJ48成军一周年暨《宣言》EP答谢会上，公布15名升格为正式成员的二期生[22][23]。同日，BEJ48聯合GNZ48、SHY48開始招募三期生[24]。
- 4月29日，BEJ48首部記錄片《BEJ48 最好的我们》發佈。
- 5月30日，于Team B“十八个闪耀瞬间”公演上，先前已经被升格为正式成员并加入Team B的二期生沈小爱正式亮相[25]。
- 7月29日，BEJ48聯合SNH48、GNZ48、SHY48、CKG48開始招募SNH48九期生、BEJ48四期生、GNZ48四期生、SHY48四期生、CKG48二期生[26]。
- 9月23日，Team J舉行「因为喜欢你」公演首演[27]。
- 9月30日，發行第4張EP《百变惊叹号》[28]。
- 10月6日，由于北京市10月份举行中國共產黨第十九次全國代表大會，应北京市相关部门的要求，运营方取消了该月BEJ48星梦剧院举行的所有公演[29]。
- 10月21日起，BEJ48舉行「悠唐南北行」活動，在SNH48星梦剧院、GNZ48星梦剧院、SHY48星梦剧院舉行巡演[30][31]。
- 11月10日，于Team E“奇幻加冕礼”公演上公布1名升格为正式成员的三期生金鑫，并加入Team E[32]。
- 11月25日，于Team E“奇幻加冕礼”公演上公布2名升格为正式成员的三期生李娜、李宗颐 ，并加入Team E[33]。
- 11月26日，于Team J“因为喜欢你”公演上公布1名升格为正式成员的三期生何阳青青，并加入Team J[34]。
- 12月3日，BEJ48聯合SNH48、GNZ48、SHY48、CKG48開始招募SNH48十期生、BEJ48五期生、GNZ48五期生、SHY48五期生、CKG48三期生[35]。
- 12月23日，任命张怀瑾為第一任Team J隊長，杨晔為副隊長[36]。
- 12月24日，联同SNH48 Group，發行第5张EP《甜蜜盛典》。

### 2018年
- 1月19日，Team B舉行「B A FIGHTER」公演首演[37]。同时，在首演上公布2名升格为正式成员的三期生杨鑫、周洁艺，并加入Team B[38]。
- 3月26日，联同SNH48 Group發行第6张EP《Eyes On Me》。
- 4月7日，在世贸天阶举办《加油！美少女》活动[39]。
- 4月20日，在BEJ48星梦剧院举办首届BEJ48红白歌会，最终由红队夺得本次红白歌会冠军[40]。同时，现场公布10名四期生成员[41]和公布BEJ48星梦剧院2017年年度MVP，分别由Team B成员段艺璇、Team E成员苏杉杉、Team J成员孙语姗获得[42]。同日，開始招募六期生[43]。
- 4月27-30日，联同GNZ48在SNH48 Group专属狼人杀APP《48狼人杀》举办《悠点泰度》大型狼人杀马拉松对抗赛，超过百位成员在4天时间里轮流进行48场马拉松式直播比赛[44]。
- 4月28日，BEJ48預備生舉行「NEXT IDOL PROJECT」公演首演。
- 4月30日，Team E舉行「UNIVERSE」公演首演。
- 6月7日，于预备生“NEXT IDOL PROJECT”公演上公布2名五期生成员程宇璐、李丽满[45]。
- 6月21日，于预备生“NEXT IDOL PROJECT”公演上公布1名五期生成员任蔓琳[46]。
- 6月29日，SNH48 Group运营方上海丝芭文化传媒集团有限公司正式宣布，将开启首次全集团最大规模偶像艺人招募，进一步推动新生代优质偶像的培养。本届招募包括SNH48 Group成员招募、丝芭传媒集团偶像练习生（韩国模式练习生）与米娜演员工作室（影视表演艺人），不限男女，入选选手将接受国内外的专业艺人培训[47]。
- 7月14日，Team J舉行「HAKUNA MATATA」公演首演。
- 9月7日，與SHY48參與了由中国演出行业协会主办的「2018中国（北京）演艺博览会」[48]。
- 11月8日，于预备生“NEXT IDOL PROJECT”公演上公布2名六期生成员李海淋、张语倩[49]。
- 12月20日，联同SNH48 Group發行第7张EP《此刻到永远》。

### 2019年
- 1月3日，于预备生“NEXT IDOL PROJECT”公演上公布1名六期生成员熊依依，但之后有网民在社交网络中指出，该成员在被披露之前有拍摄不雅照片的记录。次日，运营方就上述事件发表声明，指于1月3日公布的六期生熊依依未有拍摄有关照片，并将采取措施维护运营方及成员合法权利[50]。
- 1月19日，BEJ48聯合SNH48、GNZ48開始招募SNH48十二期生、BEJ48七期生、GNZ48七期生、SNH48 Group海外練習生[51]。
- 3月20日，發行第8張EP《晨曦下的我们》。
- 4月20日，於BEJ48三周年风尚48Style特殊公演上發表以下事項[52]:
  - 公布BEJ48星梦剧院2018年年度MVP，分别由Team B成员段艺璇、Team E成员苏杉杉、Team J成员张怀瑾获得；
  - 张梦慧接任段艺璇成為Team B隊長，曲美霖接任劉姝賢成为Team B副隊長；
  - 张笑盈接任李想成為Team E隊長，彭嘉敏接任劉勝男成为Team E副隊長；
  - 杨晔接任张怀瑾成為Team J隊長，刘一菲接任杨晔成为Team J副隊長。
- 5月3日，Team B舉行「十八個閃耀瞬間——絕密代碼」公演首演。
- 5月25日，BEJ48聯合SNH48、GNZ48開始招募SNH48十三期生、BEJ48八期生、GNZ48八期生、SNH48 Group海外練習生[53]。
- 7月13日，Team J舉行「梦想的旗帜」公演首演。
- 8月7日，运营商发布公告，由于Team B成員陈美君有“有違偶像身份的行为”，决定取消其正式成员资格[54]。
- 8月16日，运营商发布公告，由于Team J成員任心怡有“有違偶像身份的行为”，决定取消其正式成员资格[55]。
- 9月28日，在Team E“UNIVERSE 2.0”公演上公布3名升格为正式成员的七期生陈亿杉、曾洁、张智杰，并加入Team E[56]。
- 10月18日，Team E舉行「羽化成蝶」公演首演，並宣佈SNH48 Team NII成员冯薪朵兼任Team E。
- 10月25日，于Team B“B A FIGHTER”公演上公布2名升格为正式成员的七期生吕蕊、宁轲，并加入Team B[57]。
- 11月11日，BEJ48聯合SNH48、GNZ48開始招募SNH48十四期生、BEJ48九期生、GNZ48九期生[58]。
- 11月29日，在Team J“HAKUNA MATATA”公演上公布2名升格为正式成员的七期生杜亚轩、熊文婕，并加入Team J[59]。
- 12月6日，Team B舉行「十八個閃耀瞬間——丁達爾效應」公演首演。

### 2020年
- 1月15日，絲芭傳媒宣布SNH48 Group將派出10位成員參加由愛奇藝出品的女團選秀綜藝節目《青春有你2》，包括BEJ48成員段藝璇、蘇杉杉。SNH48 Group派出10人參加節目也成為歷屆同類綜藝中規模最大的廠牌。
- 4月8日，絲芭傳媒宣布SNH48 Group將派出7位成員參加由騰訊視頻出品的女團選秀綜藝節目《創造營2020》，包括BEJ48成員黃恩茹、陳倩楠、馬玉靈。
- 4月20日，运营公司公布2名八期生成员王丹妮、张睿怡[60]。同日，运营方公布BEJ48星梦剧院2019年年度MVP，分别由Team B成员段艺璇、Team E成员顼凘炀、Team J成员张怀瑾获得[61]。
- 5月13日，絲芭傳媒宣布SNH48 Group將派出16位成員參加由騰訊視頻出品的偶像團體競演節目《炙熱的我們》，包括BEJ48成員青鈺雯。
- 5月27日，运营商发布公告，由于Team J成員叶苗苗有“有違偶像身份的行为”，决定取消其正式成员资格[62]。
- 7月7日起，由於北京市受到新冠病毒疫情的影響，BEJ48星夢劇院無法開業，因此BEJ48三支隊伍分別前往SNH48星夢劇院和GNZ48星夢劇院駐演。
- 8月15日，BEJ48聯合SNH48、GNZ48開始招募SNH48十五期生、BEJ48十期生、GNZ48十期生[63]。
- 9月4日，由於北京市受到新冠病毒疫情的影響，BEJ48星夢劇院已經停業超過半年。考虑到相关复演政策存在相当的不确定性，未来的营运环境短期内亦无法稳定。絲芭傳媒宣布BEJ48部分成员移籍至SNH48活动，而部分成员继续留在北京活动，且不再设队伍划分。未来将视市场及政策情况决定BEJ48是否回归原本的常规活动[64]。
- 11月9日，运营公司宣布BEJ48将舉辦「彼此的未来」公演，这也是BEJ48自2020年9月4日队伍重组以来的首次公演[65]。
- 11月22日，BEJ48在北京壹空间(甘露园店)举行「彼此的未来」公演首演。同时，在首演上公布9名升格为正式成员的九期生。

### 2021年
- 1月16日，BEJ48聯合SNH48、GNZ48開始招募SNH48十六期生、BEJ48十一期生、GNZ48十一期生[66]。
- 5月3日，于五周年特别公演上宣布，张梦慧获委任为团体的第一任队长[67]。
- 8月7日，BEJ48聯合SNH48、GNZ48、CKG48開始招募SNH48十七期生、BEJ48十二期生、GNZ48十二期生、CKG48五期生[68]。
- 12月11日，BEJ48在北京壹空间(甘露园店)举行「WE ARE THE BEJ」公演首演。同时，在首演上公布7名升格为正式成员的十期生。

### 2022年
- 3月11日，BEJ48聯合SNH48、GNZ48、CKG48開始招募SNH48十八期生、BEJ48十三期生、GNZ48十三期生、CKG48六期生[69]。
- 6月25日，于「很想和你见面」新生出道云公演上公布2名升格为正式成员的十一期生。
- 8月1日，运营方发布公告，由于正式成员朱力维有严重损害团队形象的行为，决定取消其BEJ48正式成员资格，并开除出团[70]。
- 8月20日，BEJ48聯合SNH48、GNZ48、CKG48開始招募SNH48十九期生、BEJ48十四期生、GNZ48十四期生、CKG48七期生[71]。

### 2023年
- 1月2日，于「相遇的2202天」六周年特别公演上公布2名升格为正式成员的十二期生。
- 2月11日，BEJ48在北京菁英梦谷·常营WeShowLive举行“我的舞台”公演首演。
- 2月25日，BEJ48联合SNH48、GNZ48、CKG48、CGT48开始招募SNH48十九期生、BEJ48十五期生、GNZ48十五期生、CKG48八期生、CGT48一期生[72]。
- 3月11日，于「恋爱出逃作战」白情特别公演上公布3名升格为正式成员的十二期生。
- 5月2日，于「7遇乐章」BEJ48七周年特别公演上公布2名升格为正式成员的十二期生。
- 8月5日，运营方宣布，即将重启团体分队机制，重建队伍Team B和Team E[73]。同日，BEJ48联合SNH48、GNZ48、CKG48、CGT48开始招募SNH48二十期生、BEJ48十六期生、GNZ48十六期生、CKG48九期生、CGT48二期生[74]。
- 9月17日，于「我的舞台」公演上公布10名升格为正式成员的十三期生及宣布Team B和Team E重新成立[75]。同时，宣布将在10月举行Team B新公演「B A FIGHTER」和Team E新公演「双面偶像」[76]。
- 9月30日，于「我的舞台」千秋乐公演上宣布陈蓁蓁、朱虹蓉分别获委任为Team B、Team E队长[77]。
- 10月25日，运营方宣布，即日起启动女团预备役招募，11月18日将在武汉进行线下招募选拔[78]。
- 10月30日，Team B在北京壹空间(甘露园店)举行“B A FIGHTER”公演首演。

## 演出

### 影視作品

#### 網絡劇
| 播出时间     | 名称       | 播放平台 | 参与成员 | 备注 |
| ------------ | ---------- | -------- | -------- | ---- |
| 2017年7月3日 | 少年有点酷 | 腾讯视频 | Team E   |      |

#### 网络电影
| 播出时间 | 名称               | 参与成员                               |
| -------- | ------------------ | -------------------------------------- |
| 2017年   | 十全九美之真爱无双 | 胡博文、青钰雯、陈美君、闫明筠         |
| 2017年   | 有言在仙           | 李梓、陈倩楠、李想、黄恩茹             |
| 2018年   | 大唐嘻游记         | 段艺璇、苏杉杉、罗雪丽、马玉灵、刘姝贤 |
| 2018年   | 狄大人驾到         | 刘姝贤、陈美君                         |
| 待播出   | 妙偶天成           | 段艺璇、张梦慧                         |

### 節目

#### 网络節目
| 播出時間                      | 名称                             | 播放平台           | 集数 | 备注                    |
| ----------------------------- | -------------------------------- | ------------------ | ---- | ----------------------- |
| 2016年6月12日－7月10日        | 1048                             | 騰訊視頻           | 6集  |                         |
| 2016年12月5日－4月3日         | 彼异界播报                       | 腾讯视频、Bilibili | 16集 |                         |
| 2017年7月17日－12月11日       | 彼异界播报II                     | 腾讯视频、Bilibili | 16集 |                         |
| 2018年10月4日－2020年1月2日   | 彼异界播报III                    | 腾讯视频、Bilibili | 10集 |                         |
| 2019年5月16日－7月16日        | 彼异界播报III—FUKO浮口侦讯室     | 腾讯视频、Bilibili | 3集  | 冯思佳专属节目          |
| 2019年7月23日－12月5日        | 彼异界播报III—33个派对           | 腾讯视频、Bilibili | 4集  | 苏杉杉专属节目          |
| 2019年12月10日－2020年1月13日 | 彼异界奇妙屋                     | 腾讯视频、Bilibili | 3集  |                         |
| 2020年3月3日－4月22日         | 宅家我可以                       | 口袋48             | 24集 | 直播对抗赛              |
| 2020年3月12日－6月6日         | 青春有你2                        | 爱奇艺             | 23集 | 共2人作為訓練生參與     |
| 2020年3月17日－4月20日        | DDD大挑战                        | Bilibili           | 6集  | 段艺璇专属节目          |
| 2020年5月2日－7月4日          | 创造营2020                       | 腾讯视频           | 10集 | 共3人作為學員參與       |
| 2020年5月29日－7月23日        | 炙熱的我們                       | 腾讯视频           | 8集  | 青钰雯參與              |
| 2020年7月24日－8月6日         | 瑾张嘻嘻                         | Bilibili           | 3集  | 张怀瑾专属节目          |
| 2020年11月30日－12月6日       | 来吧！火锅人                     | 口袋48             | 5集  | 直播节目                |
| 2020年12月23日－24日          | 换吧！礼物人                     | 口袋48             | 2集  | 直播节目                |
| 2021年1月12日、14日           | 就决定推你了！                   | 口袋48、Bilibili   | 2集  | 直播节目                |
| 2021年3月11日－4月15日        | BEJ48课堂日记                    | Bilibili           | 6集  |                         |
| 2021年4月30日－6月25日        | 彼异界COME ON！                  | 新浪微博、Bilibili | 2集  | 五周年特别企划          |
| 2021年8月20日、22日           | 彼异界爱豆面试题                 | 口袋48、Bilibili   | 2集  | 直播节目                |
| 2021年8月28日、29日           | 彼异界随堂小测                   | 口袋48、Bilibili   | 2集  | 直播节目                |
| 2021年9月4日、5日             | 秋日的第一场约会                 | 口袋48、Bilibili   | 2集  | 直播节目                |
| 2021年10月27日－11月17日      | “WE ARE THE BEJ”冬季旅行图画导航 | 新浪微博、Bilibili | 3集  |                         |
| 2021年10月29日－11月10日      | 暖暖茶话会                       | 新浪微博、Bilibili | 3集  |                         |
| 2021年10月31日                | BEJ48万圣节KTV直播               | 口袋48、Bilibili   | 1集  | 直播节目                |
| 2022年2月17日                 | 2022北芭荣耀之夜                 | 口袋48、Bilibili   | 1集  | 直播节目                |
| 2022年11月29日－2023年2月21日 | 发光吧！练习室                   | Bilibili           | 28集 |                         |
| 2023年2月10日－3月3日         | 彼异界游戏房                     | Bilibili           | 4集  |                         |
| 2023年4月23日－               | 遇见未来                         | Bilibili           |      | “7遇乐章”七周年系列节目 |
| 2023年7月6日－                | 草原和你有个约会                 | Bilibili           |      |                         |

#### 电台节目
| 播出時間                     | 名称            | 播放平台 | 集数 | 备注   |
| ---------------------------- | --------------- | -------- | ---- | ------ |
| 2016年11月11日－2017年2月3日 | 彼异界夜谈      | 口袋48   | 12集 |        |
| 2020年12月14日－2021年1月4日 | BEJ48的晚安频道 | 新浪微博 | 21集 | 第一季 |
| 2021年4月8日－25日           | BEJ48的晚安频道 | 新浪微博 | 18集 | 第二季 |

### 纪录片
| 上映时间       | 名称                 | 备注                                |
| -------------- | -------------------- | ----------------------------------- |
| 2017年4月29日  | 最好的我们           | BEJ48首部官方纪录片                 |
| 2019年6月27日  | BEJ48 TEAM J纪录片   | SNH48 Group第六届总决选专题片       |
| 2019年7月3日   | BEJ48 TEAM E纪录片   | SNH48 Group第六届总决选专题片       |
| 2019年7月10日  | BEJ48 TEAM B纪录片   | SNH48 Group第六届总决选专题片       |
| 2020年8月13日  | 心愿之旅             |                                     |
| 2020年11月23日 | BEJ48 复出公演纪录片 | BEJ48「彼此的未来」公演首演开场影片 |
| 2021年7月31日  | BEJ48 总选加油纪录片 |                                     |

## 公演

### 北京壹空间(甘露园店)常规公演
北京壹空间(甘露园店)是位于中国北京市朝阳区甘露园19号718传媒文化创意园5-B的一处现场演出场地。在2020年11月至2022年9月之间，BEJ48曾将其作为固定演出场地使用。自2023年10月起，BEJ48将其作为固定演出场地使用。
Team B
| 类型 | 公演名稱    | 日期            | 場次   |
| ---- | ----------- | --------------- | ------ |
| 复刻 | B A FIGHTER | 2023年10月1日－ | 公演中 |

Team E
| 类型 | 公演名稱 | 日期            | 場次   |
| ---- | -------- | --------------- | ------ |
| 复刻 | 雙面偶像 | 2023年10月2日－ | 公演中 |

BEJ48
| 类型 | 公演名稱       | 日期                           | 場次 |
| ---- | -------------- | ------------------------------ | ---- |
| 混合 | 彼此的未来     | 2020年11月22日－2021年11月27日 | 35场 |
| 混合 | WE ARE THE BEJ | 2021年12月11日－2022年9月25日  | 23场 |

### 北京菁英梦谷·常营WeShowLive常规公演
北京菁英梦谷·常营WeShowLive是位于中国北京市朝阳区朝阳北路甲27号15幢一层的一处现场演出场地。在2022年10月至2023年9月之间，BEJ48曾将其作为固定演出场地使用。
| 序號 | 公演名稱       | 日期                         | 場次 |
| ---- | -------------- | ---------------------------- | ---- |
| 1    | WE ARE THE BEJ | 2022年10月29日－2023年2月4日 | 7场  |
| 2    | 我的舞台       | 2023年2月11日－9月30日       | 26场 |

### 线上公演
| 序號 | 公演名稱              | 日期                                       | 場次 |
| ---- | --------------------- | ------------------------------------------ | ---- |
| 1    | 春风分你一半          | 2020年3月15日－4月20日                     | 22场 |
| 2    | 春风的另一半          | 2020年4月24日－6月7日                      | 24场 |
| 3    | 暑你最闪耀            | 2020年6月12日－6月14日                     | 3场  |
| 4    | 会好的芭              | 2020年12月31日                             | 1场  |
| 5    | 草原和你有个约会      | 2022年5月1日－6月4日                       | 5场  |
| 6    | 很想和你见面          | 2022年6月11日－7月16日、10月16日、11月12日 | 8场  |
| 7    | BEJ48是聪明的“芭”！？ | 2022年9月17日                              | 1场  |
| 8    | 一起去看星与月        | 2022年12月3日                              | 1场  |

### 其他公演
| 序號 | 公演名稱                                               | 日期                  | 剧场                        | 場次 |
| ---- | ------------------------------------------------------ | --------------------- | --------------------------- | ---- |
| 1    | 《我和我的北芭》特别公演                               | 2021年4月4日          | 北京壹空间(甘露园店)        | 1场  |
| 2    | 五周年特别公演                                         | 2021年5月3日          | 北京壹空间(甘露园店)        | 1场  |
| 3    | 《你的月亮我的心》中秋特别公演                         | 2021年9月19日         | 北京壹空间(甘露园店)        | 1场  |
| 4    | 第八届总决选 BEJ48答谢公演                             | 2021年10月3日、4日    | 北京壹空间(甘露园店)        | 2场  |
| 5    | BEJ48冬季旅行特别站－新公演预热场                      | 2021年12月4日         | 北京壹空间(甘露园店)        | 1场  |
| 6    | 《BEJ48 2022红白歌会》元旦特别公演                     | 2022年1月1日          | 北京壹空间(甘露园店)        | 1场  |
| 7    | 《是瓜是花看看芭》白色情人节特别公演                   | 2022年3月12日         | 北京壹空间(甘露园店)        | 1场  |
| 8    | 《无尽光芒》特别企划·LIVEHOUSE公演                     | 2022年4月24日         | 北京乐空间                  | 1场  |
| 9    | 第九届年度青春盛典BEJ48答谢公演                        | 2022年10月2日、3日    | 北京壹空间(甘露园店)        | 2场  |
| 10   | 《北芭闪耀青春计划》第一阶段作品入围奖励 LIVEHOUSE表演 | 2022年11月15日        | 北京乐空间                  | 1场  |
| 11   | 《相遇的2202天》六周年暨跨年特别公演                   | 2022年12月31日        | 北京菁英梦谷·常营WeShowLive | 1场  |
| 12   | 《相遇的2202天》六周年特别公演                         | 2023年1月2日          | 北京菁英梦谷·常营WeShowLive | 1场  |
| 13   | 《恋爱出逃作战》白情特别公演                           | 2023年3月11日         | 北京菁英梦谷·常营WeShowLive | 1场  |
| 14   | 《7遇乐章》BEJ48七周年公演                             | 2023年5月1-2日        | 北京菁英梦谷·常营WeShowLive | 2场  |
| 15   | 《莫比乌斯环的告别式 · 入梦口》段艺璇生日公演          | 2023年7月7日          | 北京菁英梦谷·常营WeShowLive | 1场  |
| 16   | 《6》黄怡慈2022年度MVP定制公演                         | 2023年7月22日         | 北京菁英梦谷·常营WeShowLive | 1场  |
| 17   | 《第十届年度青春盛典BEJ48答谢》公演                    | 2023年8月26日、9月2日 | 北京菁英梦谷·常营WeShowLive | 2场  |

### 其他剧场的公演
Team B
| 序號 | 公演名稱       | 日期                   | 剧场          | 場次 |
| ---- | -------------- | ---------------------- | ------------- | ---- |
| 1    | 劇場女神       | 2017年5月12日          | GNZ48星梦剧院 | 1場  |
| 2    | 心的旅程       | 2017年5月13日          | GNZ48星梦剧院 | 1场  |
| 3    | 十八個閃耀瞬間 | 2017年10月27日、28日   | SNH48星梦剧院 | 2场  |
| 4    | B A FIGHTER    | 2018年6月1日、2日      | CKG48星梦剧院 | 2场  |
| 5    | B A FIGHTER    | 2019年6月30日          | SNH48星梦剧院 | 1場  |
| 6    | B A FIGHTER    | 2020年7月11日－8月28日 | SNH48星梦剧院 | 4场  |

Team E
| 序號 | 公演名稱       | 日期                  | 剧场          | 場次 |
| ---- | -------------- | --------------------- | ------------- | ---- |
| 1    | 奇幻加冕禮     | 2017年5月6日、7日     | SNH48星梦剧院 | 2場  |
| 2    | 奇幻加冕禮     | 2017年10月21日、22日  | GNZ48星梦剧院 | 2场  |
| 3    | UNIVERSE       | 2018年5月5日、6日     | SHY48星梦剧院 | 2场  |
| 4    | 宇宙奇幻不眠夜 | 2019年10月4日、5日    | SNH48星梦剧院 | 2场  |
| 5    | 羽化成蝶       | 2020年7月25日－8月9日 | GNZ48星梦剧院 | 3场  |

Team J
| 序號 | 公演名稱      | 日期                       | 剧场          | 場次 |
| ---- | ------------- | -------------------------- | ------------- | ---- |
| 1    | 因为喜欢你    | 2017年10月21日、22日、27日 | SHY48星梦剧院 | 3場  |
| 2    | HAKUNA MATATA | 2019年5月12日              | GNZ48星梦剧院 | 1场  |
| 3    | 夢想的旗幟    | 2020年7月26日              | SNH48星梦剧院 | 1场  |

BEJ48
| 序號 | 公演名稱                                     | 日期                | 剧场                    | 場次 |
| ---- | -------------------------------------------- | ------------------- | ----------------------- | ---- |
| 1    | 彼此的未来                                   | 2021年1月10日、23日 | SNH48星梦剧院           | 2場  |
| 2    | 很想和你见面                                 | 2022年8月17日       | GNZ48星梦剧院           | 1場  |
| 3    | 很想和你见面                                 | 2022年8月28日       | SNH48星梦剧院           | 1場  |
| 4    | 我的舞台                                     | 2023年3月4日        | SNH48星梦剧院           | 1場  |
| 5    | 我的舞台                                     | 2023年4月29日       | 天津SoulSense LiveHouse | 1場  |
| 6    | 我的舞台                                     | 2023年5月21日       | 天津SoulSense LiveHouse | 1場  |
| 7    | 我的舞台                                     | 2023年6月3日        | 天津群星剧院            | 1場  |
| 8    | 《北芭闪耀青春计划》第二阶段入围作品奖励展演 | 2023年7月27日       | 上海 瓦肆VAS SHANGHAI   | 1場  |
| 9    | 我的舞台                                     | 2023年7月28日       | SNH48星梦剧院           | 1場  |

## 注解
1. ↑  AKB48於2016年6月9日發表聲明，指BEJ48與AKB48並無任何關係，不屬於AKB48集團一部分[1]
2. ↑  在AKB48及其他48系組合中，AKB48和NMB48分別成立了Team B和Team BII，SKE48則成立了Team E。如按隊伍順序命名，BEJ48的兩支隊伍應分別命名為Team BIII及Team EII。

## 外部連結
- 官方网站
- BEJ48的新浪微博
- BEJ48的哔哩哔哩个人空间